# Marlinowo
Marlinowo (niem. Marlinowen, 1938–1945 Mörleinstal) – wieś w Polsce położona w województwie warmińsko-mazurskim, w powiecie gołdapskim, w gminie Dubeninki.
W latach 1975–1998 miejscowość administracyjnie należała do województwa suwalskiego.
Miejscowość wzmiankowana była po raz pierwszy jako Marlinowen w 1580 roku, w momencie jej założenia na gruntach należących wcześniej do P. Marlina, od nazwiska którego utworzona została nazwa nowo powstałej osady. W XIX wieku notowano też oboczną nazwę Dudki, Dutki, Duttken.